# Grębocice (plaats)
Grębocice (Duits: Gramschütz) is een dorp in het Poolse woiwodschap Neder-Silezië, in het district Polkowicki. De plaats maakt deel uit van de gemeente Grębocice.